# Speocirolana prima
Speocirolana prima là một loài chân đều trong họ Cirolanidae. Loài này được Schotte miêu tả khoa học năm 2002.